# NFL Draft 2019

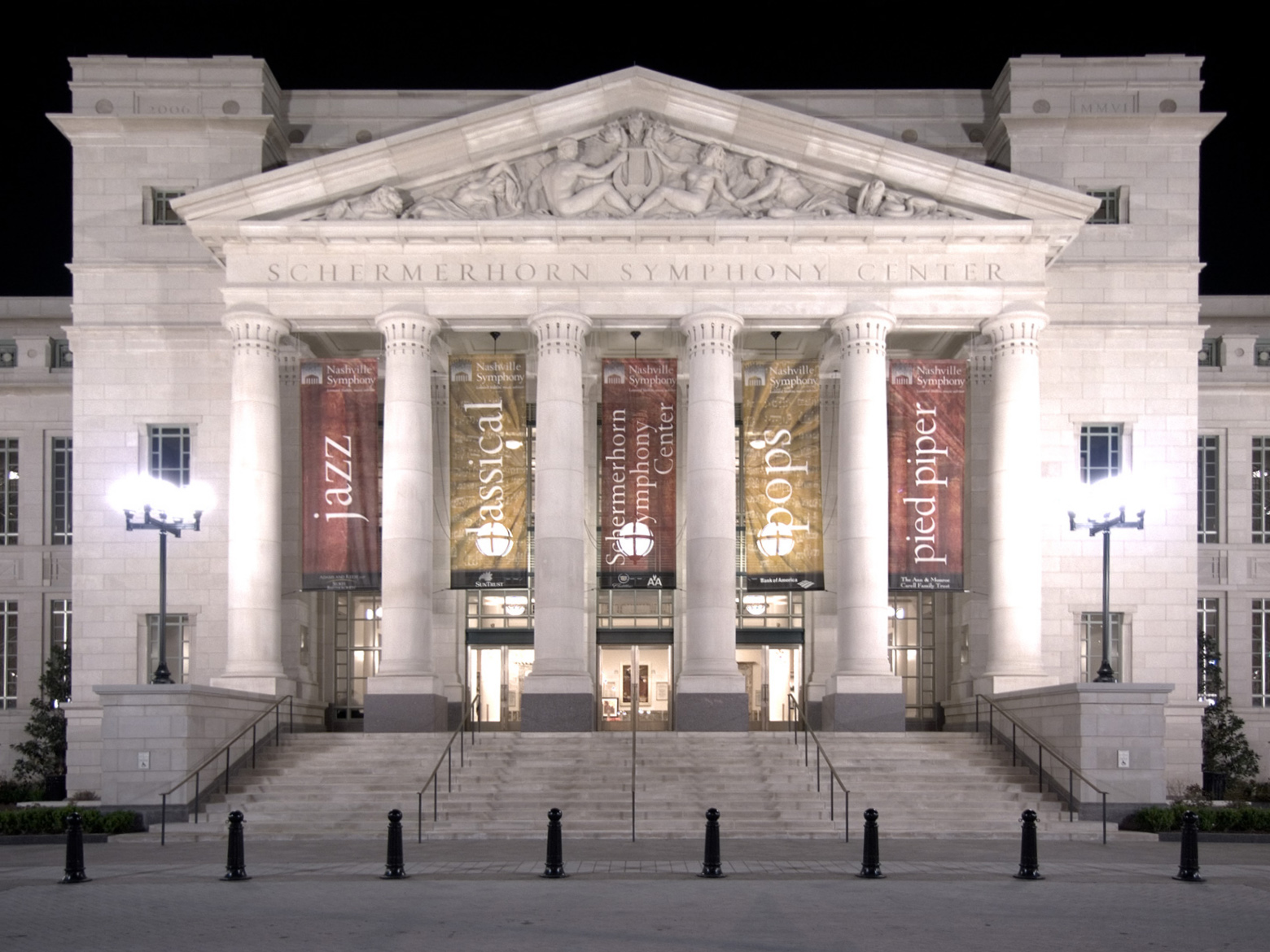
Das Schermerhorn Symphony Center, einer der Standorte des NFL Draft 2019 in Nashville

Der NFL Draft 2019 war der 84. Auswahlprozess neuer Spieler (Draft) im American Football für die Saison 2019 der National Football League (NFL). Der Draft fand vom 25. bis zum 27. April 2019 in Nashville, Tennessee, statt. Als schlechtestes Team der Saison 2018 besaßen die Arizona Cardinals das Recht, als erste Mannschaft einen Spieler auszuwählen. Die Cardinals wählten Quarterback Kyler Murray als Nummer-eins-Pick. Die Minnesota Vikings durften mit insgesamt zwölf Picks die meisten Spieler auswählen, die New Orleans Saints mit vier Picks die wenigsten.

## Vergabeprozess
Der Gastgeber für den NFL Draft 2019 wurde ebenso wie der Gastgeber für 2020 unter den Städten Cleveland/Canton, Denver, Kansas City, Las Vegas und Nashville ausgewählt. Am 23. Mai 2018 gab die NFL bekannt, dass der Draft 2019 an mehreren Orten in Nashville, der Heimat der Tennessee Titans, stattfinden solle.

## Frühe Auswahl
Um auswählbar zu sein, müssen die Spieler seit mindestens drei Jahren die Highschool verlassen haben. Die Ausschlussfrist für die jüngeren Spieler für den Draft war der 14. Januar 2019. Mit insgesamt 135 Spielern, die noch für das College spielberechtigt waren, meldete sich eine Rekordzahl von Underclassmen für den Draft an.

## Draft Needs

### NFC West
Die Arizona Cardinals besaßen als schlechtestes Team das erste Wahlrecht und wurden mit dem Quarterback Kyler Murray von der University of Oklahoma, der 2018 die Heisman Trophy als bester College-Footballspieler gewann, und Defensive End Nick Bosa von der Ohio State University in Verbindung gebracht. Im NFL Draft 2018 wählten die Cardinals bereits an zehnter Stelle Josh Rosen als neuen Quarterback aus, aufgrund der schwachen Leistung von Rosen in der Saison 2018 galt allerdings die Auswahl von Murray als nicht unwahrscheinlich. Verbesserungsbedarf gibt es vor allem in der Offensive Line und bei den Wide Receivern.
Die San Francisco 49ers besaßen den zweiten Pick nach den Cardinals und sie haben vor allem in der Defensive Line trotz der Verpflichtung von Pro-Bowler Dee Ford noch Schwächen. Darüber hinaus sind die Niners auf der Suche nach Safeties und Wide Receivern.
Die Seattle Seahawks gelten in der Offense als gut aufgestellt, aufgrund der Verletzungsprobleme ihres Top-Receivers Doug Baldwin herrscht allerdings Bedarf bei den Wide Receivern. In der Defense benötigen die Hawks jeweils einen zweiten guten Spieler im Pass Rush und auf der Position des Cornerbacks.
Die Los Angeles Rams, die im Super Bowl LIII gegen die New England Patriots unterlagen, benötigen einen zweiten starken Defensive Tackle neben dem NFL Defensive Player of the Year Aaron Donald sowie mehr Tiefe in der Offensive Line. Mit Todd Gurley besitzen die Rams einen der besten Runningbacks der Liga, der allerdings an einer langwierigen Knieverletzung laboriert. Aufgrund des Abgangs von Backup C. J. Anderson fehlt es den Rams an einem Ersatzmann für Gurley.

### NFC North
Die Detroit Lions konnten einige gute Spieler in der Free Agency verpflichten. Dennoch gibt es auf einigen Positionen weiteren Nachbesserungsbedarf, insbesondere in der Defense, die neben Defensive End Trey Flowers, der vom Super-Bowl-Champion New England Patriots kam, und Cornerback Darius Slay zahlreiche Lücken aufweist. Darüber hinaus suchen die Lions auf den Positionen des Wide Receivers und des Tight Ends nach neuen Anspielstationen.
Die Green Bay Packers wurden durch Abgänge bei den Wide Receivern und den Linebackern geschwächt. Zudem fehlt in der Secondary ein zweiter Safety.
Die Minnesota Vikings verpassten in der Vorsaison trotz der Verpflichtung von Kirk Cousins als neuem Franchise-Quarterback und einem eigentlich gut aufgestellten Team die Play-offs. Ursache dafür war vor allem die schwächelnde Offensive Line, die mit dem Draft verbessert werden könnte. Nach dem Abgang von Defensive Tackle Sheldon Richardson besteht auf dieser Position Bedarf. Zudem benötigen die Vikings Backups für den verletzungsanfälligen Runningback Dalvin Cook und Tight End Kyle Rudolph.
Durch die Verpflichtung von Khalil Mack steigen die Chicago Bears erst in der dritten Runde in den Draft ein. Die Bears sind auf der Suche nach Verstärkung im Defensive Backfield und in der Offensive Line. Zudem wird ein Runningback mit guten Fähigkeiten im Passspiel gesucht.

### NFC East
Die New York Giants hatten durch den Wechsel von Odell Beckham Jr. zu den Cleveland Browns zwei Erstrundenpicks zur Verfügung, allerdings besteht auch neben der Runningback-Position, auf der Rookie Saquon Barkley überzeugen konnte, fast überall Verbesserungsbedarf. Der Abgang von Beckham Jr. konnte mit dem Neuzugang Golden Tate jedoch nicht vollständig aufgefangen werden, ebenso wie der Wechsel von Olivier Vernon. Außerdem suchen die Giants nach einem Nachfolger für den langjährigen Franchise-Quarterback Eli Manning.
Die Washington Redskins haben nach der schweren Verletzung von Alex Smith Case Keenum als Ersatz geholt, der allerdings nicht als neuer Franchise-Spielmacher gilt. Den Redskins fehlt es vor allem an guten Wide Receivern, darüber hinaus besteht auch Bedarf im Pass Rush.
Bei den Philadelphia Eagles konnten mit den Verpflichtungen von Runningback Jordan Howard und Wide Receiver DeSean Jackson zwei Lücken in der Offense geschlossen werden, weswegen der Fokus auf der Defense liegt. Die Eagles benötigen unter anderem Ersatz für Defensive End Michael Bennett, der zu den Patriots wechselte, außerdem auch einen zweiten Cornerback und Linebacker.
Die Dallas Cowboys erreichten in der Vorsaison die Play-offs und sind auch für die Saison 2019 gut gerüstet. Bei den Wide Receivern und in der Defense Line könnte im Draft nachgebessert werden.

### NFC South
Die Tampa Bay Buccaneers wollen trotz Kritik an Jameis Winston als Spielmacher festhalten, womit in der Offense eine Verbesserung bei den Wide Receivern als am wahrscheinlichsten gilt. In der Defense besteht Bedarf bei den Linebackern und den Safeties.
Die Atlanta Falcons enttäuschten wegen Verletzungspechs und einer schwachen Offensive Line in der Saison 2018. Neben der Offensive Line gilt die Defense als Schwachstelle, die eine Aufrüstung bei den Defensive Ends, Linebackern und Safeties benötigt.
Bei den Carolina Panthers zeigen sich ähnliche Schwächen. Auch dort bestehen Probleme in der O-Line, darüber hinaus werden Pass Rusher und Linebacker gesucht.
Die New Orleans Saints gaben ihren Erstrundenpick im Draft 2019 an die Green Bay Packers ab, um sich die Dienste von Defensive End Marcus Davenport zu sichern. Die Saints, die in den beiden Vorjahren jeweils unglücklich aus den Play-offs ausschieden, gelten auch für 2019 als eine der besten Franchises und weisen keine größeren Schwächen auf. In der Offense benötigen die Saints noch etwas mehr Tiefe bei der Offensive Line und einen weiteren Wide Receiver, in der Defense gilt eine Verbesserung bei den Linebackern und den Safeties als am wahrscheinlichsten.

### AFC West
Die Oakland Raiders arbeiten an einem Neuaufbau des Teams und haben dank zweier Trades drei Wahlrechte in der ersten Runde. Der größte Bedarf besteht im Pass Rush und bei den Cornerbacks in der Defense sowie bei den Tight Ends und den Offensive Linemen in der Offense.
Die Denver Broncos verpflichteten zur Saison 2019 Quarterback Joe Flacco, dem der Rookie Lamar Jackson bei den Baltimore Ravens den Rang abgelaufen hatte. Es gilt als möglich, dass Flacco nur als Übergangslösung für einen neu gedrafteten Quarterback dienen soll, der von Flaccos Erfahrung profitieren würde. Lücken im Kader der Broncos bestehen bei der Defensive Line und den Linebackern. Dazu könnte ein dritter Passempfänger hinter Emmanuel Sanders und Courtland Sutton kommen.
Bei den Los Angeles Chargers besteht Nachholbedarf in der Offensive Line und bei den Defensive Tackles. Darüber hinaus könnte die Cornerback-Position verstärkt werden.
Die Kansas City Chiefs haben eine starke Offense, Verbesserungsbedarf besteht allerdings noch bei der Offensive Line. Durch den Abgang der beiden Pass Rusher Justin Houston und Dee Ford entstand eine Schwäche in der Defense, zudem benötigen die Chiefs einen Cornerback.

### AFC North
Die Cincinnati Bengals benötigen Verstärkung in der Offensive Line und bei den Linebackern. Zudem wird darüber spekuliert, ob die Bengals im Draft nach einem Nachfolger für den verletzungsanfälligen Quarterback Andy Dalton suchen.
Die Cleveland Browns, die 2017 noch die schlechteste Franchise waren, haben sich deutlich verstärkt und gelten inzwischen als eine aussichtsreiche Mannschaft für die Saison 2019. Der Wechsel von Offensive Guard Kevin Zeitler hinterließ allerdings eine Lücke, zudem würde ein zweiter Cornerback das Team verstärken.
Bei den Pittsburgh Steelers zeigen sich die größten Schwächen in der Defense, wo ein zweiter Cornerback fehlt und wegen der Verletzung von Ryan Shazier ein Inside Linebacker gesucht wird. Bei der Offensive Line besteht ebenfalls Bedarf.
Die Baltimore Ravens müssen nach mehreren Abgängen einige Lücken im Pass Rush und bei den Linebackern schließen. Außerdem mangelt es der Franchise an Passempfängern.

### AFC East
Bei den New York Jets mangelt es an Wide Receivern. In der Defense ist die Defensive Line die größte Schwachstelle.
Die Buffalo Bills benötigen einen Tight End und Verstärkung für die Offensive Line.
Die Miami Dolphins trennten sich nach der Saison 2018 von ihrem langjährigen Quarterback Ryan Tannehill, für den noch kein adäquater Ersatz gefunden wurde. Weitere Baustellen sind Offensive sowie Defensive Line und der Pass Rush.
Die New England Patriots suchen nach dem Karriereende von Rob Gronkowski nach einem neuen Tight End. Außerdem fehlen Wide Receiver und ein Defensive Tackle.

### AFC South
Die Jacksonville Jaguars haben mit Nick Foles ihren Franchise-Quarterback in der Free Agency gefunden. Weiterer Verbesserungsbedarf in der Offense besteht bei der Offensive Line und den Passempfängern. Eine weitere Verstärkungsmöglichkeit besteht auf der Position des Defensive Tackle.
Den Tennessee Titans wird in der Defense Verbesserungsbedarf bei den Cornerbacks und Defensive Tackles nachgesagt. In der Offense könnte im Draft ein neuer Tight End gesucht werden, um Delanie Walker zu beerben.
Die Indianapolis Colts besitzen eine gut aufgestellte Offense rund um Quarterback Andrew Luck. Die Defense sucht nach Verstärkung im Defensive Backfield, zudem könnte ein neuer Defensive Tackle gedraftet werden.
Auch bei den Houston Texans besteht in der Secondary Verbesserungsbedarf. Die Offense benötigt einen neuen Tight End sowie Offensive Linemen.

## Übertragungen
In den Vereinigten Staaten übertrugen ABC, ESPN und NFL Network den Draft. Zusätzlich gab es einen Stream auf nfl.com. Im deutschsprachigen Raum wurde die erste Runde von ProSieben Maxx und auf ran.de übertragen.

## Spielerauswahl

### Runde 1
Die erste Draftrunde fand am 25. April ab 19:00 Uhr Ortszeit (26. April, 02:00 Uhr MESZ) statt.
| Runde | Nr. | Team                 | Spieler           | Position         | College              | Bemerkung                                                                                 |
| ----- | --- | -------------------- | ----------------- | ---------------- | -------------------- | ----------------------------------------------------------------------------------------- |
| 1     | 1   | Arizona Cardinals    | Kyler Murray      | Quarterback      | Oklahoma             |                                                                                           |
| 1     | 2   | San Francisco 49ers  | Nick Bosa         | Defensive End    | Ohio State           |                                                                                           |
| 1     | 3   | New York Jets        | Quinnen Williams  | Defensive Tackle | Alabama              |                                                                                           |
| 1     | 4   | Oakland Raiders      | Clelin Ferrell    | Defensive End    | Clemson              |                                                                                           |
| 1     | 5   | Tampa Bay Buccaneers | Devin White       | Linebacker       | LSU                  |                                                                                           |
| 1     | 6   | New York Giants      | Daniel Jones      | Quarterback      | Duke                 |                                                                                           |
| 1     | 7   | Jacksonville Jaguars | Josh Allen        | Linebacker       | Kentucky             |                                                                                           |
| 1     | 8   | Detroit Lions        | T. J. Hockenson   | Tight End        | Iowa                 |                                                                                           |
| 1     | 9   | Buffalo Bills        | Ed Oliver         | Defensive Tackle | Houston              |                                                                                           |
| 1     | 10  | Pittsburgh Steelers  | Devin Bush        | Linebacker       | Michigan             | Draftrecht von den Denver Broncos erhalten                                                |
| 1     | 11  | Cincinnati Bengals   | Jonah Williams    | Offensive Tackle | Alabama              |                                                                                           |
| 1     | 12  | Green Bay Packers    | Rashan Gary       | Defensive End    | Michigan             |                                                                                           |
| 1     | 13  | Miami Dolphins       | Christian Wilkins | Defensive Tackle | Clemson              |                                                                                           |
| 1     | 14  | Atlanta Falcons      | Chris Lindstrom   | Guard            | Boston               |                                                                                           |
| 1     | 15  | Washington Redskins  | Dwayne Haskins    | Quarterback      | Ohio State           |                                                                                           |
| 1     | 16  | Carolina Panthers    | Brian Burns       | Defensive End    | Florida State        |                                                                                           |
| 1     | 17  | New York Giants      | Dexter Lawrence   | Defensive Tackle | Clemson              | Draftrecht von den Cleveland Browns erhalten                                              |
| 1     | 18  | Minnesota Vikings    | Garrett Bradbury  | Center           | North Carolina State |                                                                                           |
| 1     | 19  | Tennessee Titans     | Jeffery Simmons   | Defensive Tackle | Mississippi State    |                                                                                           |
| 1     | 20  | Denver Broncos       | Noah Fant         | Tight End        | Iowa                 | Draftrecht von den Pittsburgh Steelers erhalten                                           |
| 1     | 21  | Green Bay Packers    | Darnell Savage    | Safety           | Maryland             | Draftrecht von den Seattle Seahawks erhalten                                              |
| 1     | 22  | Philadelphia Eagles  | Andre Dillard     | Offensive Tackle | Washington State     | Draftrecht von den Baltimore Ravens erhalten                                              |
| 1     | 23  | Houston Texans       | Tytus Howard      | Offensive Tackle | Alabama State        |                                                                                           |
| 1     | 24  | Oakland Raiders      | Josh Jacobs       | Runningback      | Alabama              | Draftrecht von den Chicago Bears erhalten                                                 |
| 1     | 25  | Baltimore Ravens     | Marquise Brown    | Wide Receiver    | Oklahoma             | Draftrecht von den Philadelphia Eagles erhalten                                           |
| 1     | 26  | Washington Redskins  | Montez Sweat      | Defensive End    | Mississippi State    | Draftrecht von den Indianapolis Colts erhalten                                            |
| 1     | 27  | Oakland Raiders      | Johnathan Abram   | Safety           | Mississippi State    | Draftrecht von den Dallas Cowboys erhalten                                                |
| 1     | 28  | Los Angeles Chargers | Jerry Tillery     | Defensive Tackle | Notre Dame           |                                                                                           |
| 1     | 29  | Seattle Seahawks     | L. J. Collier     | Defensive End    | TCU                  | Draftrecht von den Kansas City Chiefs erhalten                                            |
| 1     | 30  | New York Giants      | Deandre Baker     | Cornerback       | Georgia              | Draftrecht von den New Orleans Saints via Seattle Seahawks und Green Bay Packers erhalten |
| 1     | 31  | Atlanta Falcons      | Kaleb McGary      | Offensive Tackle | Washington           | Draftrecht von den Los Angeles Rams erhalten                                              |
| 1     | 32  | New England Patriots | N’Keal Harry      | Wide Receiver    | Arizona State        |                                                                                           |

### Runde 2
Die zweite und dritte Draftrunde fanden am 26. April ab 18:00 Uhr Ortszeit (27. April, 01:00 Uhr MESZ) statt.
| Runde | Nr. | Team                 | Spieler                | Position         | College           | Bemerkung                                               |
| ----- | --- | -------------------- | ---------------------- | ---------------- | ----------------- | ------------------------------------------------------- |
| 2     | 33  | Arizona Cardinals    | Byron Murphy           | Cornerback       | Washington        |                                                         |
| 2     | 34  | Indianapolis Colts   | Rock Ya-Sin            | Cornerback       | Temple            | Draftrecht von den Jets erhalten                        |
| 2     | 35  | Jacksonville Jaguars | Jawaan Taylor          | Offensive Tackle | Florida           | Draftrecht von den Raiders erhalten                     |
| 2     | 36  | San Francisco 49ers  | Deebo Samuel           | Wide Receiver    | South Carolina    |                                                         |
| 2     | 37  | Carolina Panthers    | Greg Little            | Offensive Tackle | Ole Miss          | Draftrecht von den Giants via Seahawks erhalten         |
| 2     | 38  | Buffalo Bills        | Cody Ford              | Guard            | Oklahoma          | Draftrecht von Jacksonville via Oakland erhalten        |
| 2     | 39  | Tampa Bay Buccaneers | Sean Murphy-Bunting    | Cornerback       | Central Michigan  |                                                         |
| 2     | 40  | Oakland Raiders      | Trayvon Mullen         | Cornerback       | Clemson           | Draftrecht von den Bills erhalten                       |
| 2     | 41  | Denver Broncos       | Dalton Risner          | Offensive Tackle | Kansas State      |                                                         |
| 2     | 42  | Denver Broncos       | Drew Lock              | Quarterback      | Missouri          | Draftrecht von den Bengals erhalten                     |
| 2     | 43  | Detroit Lions        | Jahlani Tavai          | Linebacker       | Hawaii            |                                                         |
| 2     | 44  | Green Bay Packers    | Elgton Jenkins         | Center           | Mississippi State |                                                         |
| 2     | 45  | New England Patriots | Joejuan Williams       | Cornerback       | Vanderbilt        | Draftrecht von den Falcons via Rams erhalten            |
| 2     | 46  | Cleveland Browns     | Greedy Williams        | Cornerback       | LSU               | Draftrecht von den Redskins via Colts erhalten          |
| 2     | 47  | Seattle Seahawks     | Marquise Blair         | Safety           | Utah              | Draftrecht von den Panthers erhalten                    |
| 2     | 48  | New Orleans Saints   | Erik McCoy             | Center           | Texas A&M         | Draftrecht von den Dolphins erhalten                    |
| 2     | 49  | Indianapolis Colts   | Ben Banogu             | Defensive End    | TCU               | Draftrecht von den Browns erhalten                      |
| 2     | 50  | Minnesota Vikings    | Irv Smith Jr.          | Tight End        | Alabama           |                                                         |
| 2     | 51  | Tennessee Titans     | A. J. Brown            | Wide Receiver    | Ole Miss          |                                                         |
| 2     | 52  | Cincinnati Bengals   | Drew Sample            | Tight End        | Washington        | Draftrecht von den Steelers via Broncos erhalten        |
| 2     | 53  | Philadelphia Eagles  | Miles Sanders          | Runningback      | Penn State        | Draftrecht von den Ravens erhalten                      |
| 2     | 54  | Houston Texans       | Lonnie Johnson         | Cornerback       | Kentucky          | Draftrecht von den Seahawks erhalten                    |
| 2     | 55  | Houston Texans       | Max Scharping          | Offensive Tackle | Northern Illinois |                                                         |
| 2     | 56  | Kansas City Chiefs   | Mecole Hardman         | Wide Receiver    | Georgia           | Draftrecht von den Bears via Patriots und Rams erhalten |
| 2     | 57  | Philadelphia Eagles  | J. J. Arcega-Whiteside | Wide Receiver    | Stanford          |                                                         |
| 2     | 58  | Dallas Cowboys       | Trysten Hill           | Defensive Tackle | UCF               |                                                         |
| 2     | 59  | Indianapolis Colts   | Parris Campbell        | Wide Receiver    | Ohio State        |                                                         |
| 2     | 60  | Los Angeles Chargers | Nasir Adderley         | Safety           | Delaware          |                                                         |
| 2     | 61  | Los Angeles Rams     | Taylor Rapp            | Safety           | Washington        | Draftrecht von den Chiefs erhalten                      |
| 2     | 62  | Arizona Cardinals    | Andy Isabella          | Wide Receiver    | UMass             | Draftrecht von den Saints via Dolphins                  |
| 2     | 63  | Kansas City Chiefs   | Juan Thornhill         | Safety           | Virginia          | Draftrecht von den Rams erhalten                        |
| 2     | 64  | Seattle Seahawks     | D. K. Metcalf          | Wide Receiver    | Ole Miss          | Draftrecht von den Patriots erhalten                    |

### Runde 3
| Runde | Nr. | Team                 | Spieler            | Position         | College          | Bemerkung                                                   |
| ----- | --- | -------------------- | ------------------ | ---------------- | ---------------- | ----------------------------------------------------------- |
| 3     | 65  | Arizona Cardinals    | Zach Allen         | Defensive End    | Boston College   |                                                             |
| 3     | 66  | Pittsburgh Steelers  | Diontae Johnson    | Wide Receiver    | Toledo           | Draftrecht von den Raiders erhalten                         |
| 3     | 67  | San Francisco 49ers  | Jalen Hurd         | Wide Receiver    | Baylor           |                                                             |
| 3     | 68  | New York Jets        | Jachai Polite      | Linebacker       | Florida          |                                                             |
| 3     | 69  | Jacksonville Jaguars | Josh Oliver        | Tight End        | San Jose State   |                                                             |
| 3     | 70  | Los Angeles Rams     | Darrell Henderson  | Runningback      | Memphis          | Draftrecht von den Buccaneers erhalten                      |
| 3     | 71  | Denver Broncos       | Dre’mont Jones     | Defensive Tackle | Ohio State       |                                                             |
| 3     | 72  | Cincinnati Bengals   | Germaine Pratt     | Linebacker       | NC State         |                                                             |
| 3     | 73  | Chicago Bears        | David Montgomery   | Runningback      | Iowa State       | Draftrecht von den Lions via Patriots erhalten              |
| 3     | 74  | Buffalo Bills        | Devin Singletary   | Runningback      | Florida Atlantic |                                                             |
| 3     | 75  | Green Bay Packers    | Jace Sternberger   | Tight End        | Texas A&M        |                                                             |
| 3     | 76  | Washington Redskins  | Terry McLaurin     | Wide Receiver    | Ohio State       |                                                             |
| 3     | 77  | New England Patriots | Chase Winovich     | Defensive End    | Michigan         | Draftrecht von den Panthers via Seahawks erhalten           |
| 3     | 78  | Miami Dolphins       | Michael Deiter     | Guard            | Wisconsin        |                                                             |
| 3     | 79  | Los Angeles Rams     | David Long         | Cornerback       | Michigan         | Draftrecht von den Falcons erhalten                         |
| 3     | 80  | Cleveland Browns     | Sione Takitaki     | Linebacker       | BYU              |                                                             |
| 3     | 81  | Detroit Lions        | Will Harris        | Safety           | Boston College   | Draftrecht von den Vikings erhalten                         |
| 3     | 82  | Tennessee Titans     | Nate Davis         | Guard            | Charlotte        |                                                             |
| 3     | 83  | Pittsburgh Steelers  | Justin Layne       | Cornerback       | Michigan State   |                                                             |
| 3     | 84  | Kansas City Chiefs   | Khalen Saunders    | Defensive Tackle | Western Illinois | Draftrecht von den Seahawks erhalten                        |
| 3     | 85  | Baltimore Ravens     | Jaylon Ferguson    | Defensive End    | Louisiana Tech   |                                                             |
| 3     | 86  | Houston Texans       | Kahale Warring     | Tight End        | San Diego State  |                                                             |
| 3     | 87  | New England Patriots | Damien Harris      | Runningback      | Alabama          | Draftrecht von den Bears erhalten                           |
| 3     | 88  | Seattle Seahawks     | Cody Barton        | Linebacker       | Utah             | Draftrecht von den Eagles via Lions und Vikings erhalten    |
| 3     | 89  | Indianapolis Colts   | Robert Okereke     | Linebacker       | Stanford         |                                                             |
| 3     | 90  | Dallas Cowboys       | Connor McGovern    | Guard            | Penn State       |                                                             |
| 3     | 91  | Los Angeles Chargers | Trey Pipkins       | Offensive Tackle | Sioux Falls      |                                                             |
| 3     | 92  | New York Jets        | Chuma Edoga        | Offensive Tackle | USC              | Draftrecht von den Chiefs via Seahawks und Vikings erhalten |
| 3     | 93  | Baltimore Ravens     | Miles Boykin       | Wide Receiver    | Notre Dame       | Draftrecht von den Saints via Jets und Vikings erhalten     |
| 3     | 94  | Tampa Bay Buccaneers | Jamel Dean         | Cornerback       | Auburn           | Draftrecht von den Rams erhalten                            |
| 3     | 95  | New York Giants      | Oshane Ximines     | Defensive End    | Old Dominion     | Draftrecht von den Patriots via Browns erhalten             |
| 3     | 96  | Buffalo Bills        | Dawson Knox        | Tight End        | Ole Miss         | Draftrecht von den Bears erhalten                           |
| 3     | 97  | Los Angeles Rams     | Bobby Evans        | Offensive Tackle | Oklahoma         | Draftrecht von den Patriots erhalten                        |
| 3     | 98  | Jacksonville Jaguars | Quincy Williams    | Linebacker       | Murray State     | Draftrecht von den Rams erhalten                            |
| 3     | 99  | Tampa Bay Buccaneers | Mike Edwards       | Safety           | Kentucky         | Draftrecht von den Rams erhalten                            |
| 3     | 100 | Carolina Panthers    | Will Grier         | Quarterback      | West Virginia    |                                                             |
| 3     | 101 | New England Patriots | Yodny Cajuste      | Offensive Tackle | West Virginia    | Draftrecht von den Patriots via Rams erhalten               |
| 3     | 102 | Minnesota Vikings    | Alexander Mattison | Runningback      | Boise State      | Draftrecht von den Ravens erhalten                          |

Die Nummern 97 bis 102 sind Compensatory Picks.

### Runde 4
| Runde | Nr. | Team                 | Spieler                  | Position         | College          | Bemerkung                                                     |
| ----- | --- | -------------------- | ------------------------ | ---------------- | ---------------- | ------------------------------------------------------------- |
| 4     | 103 | Arizona Cardinals    | Hakeem Butler            | Wide Receiver    | Iowa State       |                                                               |
| 4     | 104 | Cincinnati Bengals   | Ryan Finley              | Quarterback      | NC State         | Draftrecht von den 49ers erhalten                             |
| 4     | 105 | New Orleans Saints   | Chauncey Gardner-Johnson | Safety           | Florida          | Draftrecht von den Jets erhalten                              |
| 4     | 106 | Oakland Raiders      | Maxx Crosby              | Defensive End    | Eastern Michigan |                                                               |
| 4     | 107 | Tampa Bay Buccaneers | Anthony Nelson           | Defensive End    | Iowa             |                                                               |
| 4     | 108 | New York Giants      | Julian Love              | Cornerback       | Notre Dame       |                                                               |
| 4     | 109 | Indianapolis Colts   | Khari Willis             | Safety           | Michigan State   | Draftrecht von den Jaguars via Raiders erhalten               |
| 4     | 110 | San Francisco 49ers  | Mitch Wishnowsky         | Punter           | Utah             | Draftrecht von den Bengals erhalten                           |
| 4     | 111 | Atlanta Falcons      | Kendall Sheffield        | Cornerback       | Ohio State       | Draftrecht von den Lions erhalten                             |
| 4     | 112 | Washington Redskins  | Bryce Love               | Runningback      | Stanford         | Draftrecht von den Bills erhalten                             |
| 4     | 113 | Baltimore Ravens     | Justice Hill             | Runningback      | Oklahoma State   | Draftrecht von den Broncos erhalten                           |
| 4     | 114 | Minnesota Vikings    | Dru Samia                | Guard            | Oklahoma         | Draftrecht von den Packers via Seahawks erhalten              |
| 4     | 115 | Carolina Panthers    | Christian Miller         | Linebacker       | Alabama          |                                                               |
| 4     | 116 | Tennessee Titans     | Amani Hooker             | Safety           | Iowa             | Draftrecht von den Dolphins via Saints und Jets erhalten      |
| 4     | 117 | Detroit Lions        | Austin Bryant            | Defensive End    | Clemson          | Draftrecht von den Falcons erhalten                           |
| 4     | 118 | New England Patriots | Hjalte Froholdt          | Guard            | Arkansas         | Draftrecht von den Redskins via Packers und Seahawks erhalten |
| 4     | 119 | Cleveland Browns     | Sheldrick Redwine        | Safety           | Miami            |                                                               |
| 4     | 120 | Seattle Seahawks     | Gary Jennings            | Wide Receiver    | West Virginia    | Draftrecht von den Vikings erhalten                           |
| 4     | 121 | New York Jets        | Trevon Wesco             | Tight End        | West Virginia    | Draftrecht von den Titans erhalten                            |
| 4     | 122 | Pittsburgh Steelers  | Benny Snell              | Runningback      | Kentucky         |                                                               |
| 4     | 123 | Baltimore Ravens     | Ben Powers               | Guard            | Oklahoma         |                                                               |
| 4     | 124 | Seattle Seahawks     | Phil Haynes              | Guard            | Wake Forest      |                                                               |
| 4     | 125 | Cincinnati Bengals   | Renell Wren              | Defensive Tackle | Arizona State    | Draftrecht von den Texans via Broncos erhalten                |
| 4     | 126 | Chicago Bears        | Riley Ridley             | Wide Receiver    | Georgia          |                                                               |
| 4     | 127 | Baltimore Ravens     | Iman Marshall            | Cornerback       | USC              | Draftrecht von den Eagles erhalten                            |
| 4     | 128 | Dallas Cowboys       | Tony Pollard             | Runningback      | Memphis          |                                                               |
| 4     | 129 | Oakland Raiders      | Isaiah Johnson           | Cornerback       | Houston          | Draftrecht von den Colts erhalten                             |
| 4     | 130 | Los Angeles Chargers | Drue Tranquill           | Linebacker       | Notre Dame       |                                                               |
| 4     | 131 | Washington Redskins  | Wes Martin               | Guard            | Indiana          | Draftrecht von den Chiefs via Bills erhalten                  |
| 4     | 132 | Seattle Seahawks     | Ugochukwu Amadi          | Cornerback       | Oregon           | Draftrecht von den Saints via Giants erhalten                 |
| 4     | 133 | New England Patriots | Jarrett Stidham          | Quarterback      | Auburn           | Draftrecht von den Rams erhalten                              |
| 4     | 134 | Los Angeles Rams     | Greg Gaines              | Defensive Tackle | Washington       | Draftrecht von den Patriots erhalten                          |
| 4     | 135 | Atlanta Falcons      | John Cominsky            | Defensive End    | Charleston (WV)  | Draftrecht von den Colts via Raiders erhalten                 |
| 4     | 136 | Cincinnati Bengals   | Michael Jordan           | Guard            | Ohio State       | Draftrecht von den Cowboys erhalten                           |
| 4     | 137 | Oakland Raiders      | Foster Moreau            | Tight End        | LSU              | Draftrecht von den Falcons erhalten                           |
| 4     | 138 | Philadelphia Eagles  | Shareef Miller           | Defensive End    | Penn State       |                                                               |

Die Nummern 135 bis 138 sind Compensatory Picks.

### Runde 5
| Runde | Nr. | Team                 | Spieler            | Position         | College            | Bemerkung                                                            |
| ----- | --- | -------------------- | ------------------ | ---------------- | ------------------ | -------------------------------------------------------------------- |
| 5     | 139 | Arizona Cardinals    | Deionte Thompson   | Safety           | Alabama            |                                                                      |
| 5     | 140 | Jacksonville Jaguars | Ryquell Armstead   | Runningback      | Temple             | Draftrecht von den Jets via Raiders erhalten                         |
| 5     | 141 | Pittsburgh Steelers  | Zach Gentry        | Tight End        | Michigans          | Draftrecht von den Raiders erhalten                                  |
| 5     | 142 | Seattle Seahawks     | Ben Burr-Kirven    | Linebacker       | Washington         | Draftrecht von den Lions via 49ers und Giants erhalten               |
| 5     | 143 | New York Giants      | Ryan Connelly      | Linebacker       | Wisconsin          |                                                                      |
| 5     | 144 | Indianapolis Colts   | Marvell Tell III   | Safety           | USC                | Draftrecht von den Jaguars via Browns erhalten                       |
| 5     | 145 | Tampa Bay Buccaneers | Matt Gay           | Kicker           | Utah               |                                                                      |
| 5     | 146 | Detroit Lions        | Amani Oruwariye    | Cornerback       | Penn State         |                                                                      |
| 5     | 147 | Buffalo Bills        | Vosean Joseph      | Linebacker       | Florida            |                                                                      |
| 5     | 148 | San Francisco 49ers  | Dre Greenlaw       | Linebacker       | Arkansas           | Draftrecht von den Broncos erhalten                                  |
| 5     | 149 | Oakland Raiders      | Hunter Renfrow     | Wide Receiver    | Clemson            | Draftrecht von den Bengals via Cowboys erhalten                      |
| 5     | 150 | Green Bay Packers    | Kingsley Keke      | Defensive Tackle | Texas A&M          |                                                                      |
| 5     | 151 | Miami Dolphins       | Andrew Van Ginkel  | Linebacker       | Wisconsin          |                                                                      |
| 5     | 152 | Atlanta Falcons      | Qadree Ollison     | Runningback      | Pittsburgh         |                                                                      |
| 5     | 153 | Washington Redskins  | Ross Pierschbacher | Center           | Alabama            |                                                                      |
| 5     | 154 | Carolina Panthers    | Jordan Scarlett    | Runningback      | Florida            | Draftrecht von den Redskins via Packers und Seahawks erhalten        |
| 5     | 155 | Cleveland Browns     | Mack Wilson        | Linebacker       | Alabama            |                                                                      |
| 5     | 156 | Denver Broncos       | Justin Hollins     | Linebacker       | Oregon             | Draftrecht von den Vikings erhalten                                  |
| 5     | 157 | New York Jets        | Blake Cashman      | Linebacker       | Minnesota          | Draftrecht von den Titans erhalten                                   |
| 5     | 158 | Dallas Cowboys       | Michael Jackson    | Cornerback       | Miami              | Draftrecht von den Steelers über Raiders, Bills und Raiders erhalten |
| 5     | 159 | New England Patriots | Byron Cowart       | Defensive Tackle | Maryland           | Draftrecht von den Seahawks via Vikings erhalten                     |
| 5     | 160 | Baltimore Ravens     | Daylon Mack        | Defensive Tackle | Texas A&M          |                                                                      |
| 5     | 161 | Houston Texans       | Charles Omenihu    | Defensive End    | Texas              |                                                                      |
| 5     | 162 | Minnesota Vikings    | Cameron Smith      | Linebacker       | USC                | Draftrecht von den Bears via Patriots, Rams und Patriots erhalten    |
| 5     | 163 | New England Patriots | Jake Bailey        | Punter           | Stanford           | Draftrecht von den Eagles erhalten                                   |
| 5     | 164 | Indianapolis Colts   | E. J. Speed        | Linebacker       | Tarleton State     |                                                                      |
| 5     | 165 | Dallas Cowboys       | Joe Jackson        | Defensive End    | Miami              |                                                                      |
| 5     | 166 | Los Angeles Chargers | Easton Stick       | Quarterback      | North Dakota State |                                                                      |
| 5     | 167 | Philadelphia Eagles  | Clayton Thorson    | Quarterback      | Northwestern       | Draftrecht von den Chiefs via Rams und Patriots erhalten             |
| 5     | 168 | Tennessee Titans     | D’Andre Walker     | Linebacker       | Georgia            | Draftrecht von den Saints via Jets erhalten                          |
| 5     | 169 | Los Angeles Rams     | David Edwards      | Offensive Tackle | Wisconsin          |                                                                      |
| 5     | 170 | Cleveland Browns     | Austin Seibert     | Kicker           | Oklahoma           | Draftrecht von den Patriots erhalten                                 |
| 5     | 171 | New York Giants      | Darius Slayton     | Wide Receiver    | Auburn             |                                                                      |
| 5     | 172 | Atlanta Falcons      | Jordan Miller      | Cornerback       | Washington         |                                                                      |
| 5     | 173 | Washington Redskins  | Cole Holcomb       | Linebacker       | North Carolina     |                                                                      |

Die Nummern 171 bis 173 sind Compensatory Picks.

### Runde 6
| Runde | Nr. | Team                 | Spieler            | Position         | College                  | Bemerkung                                                  |
| ----- | --- | -------------------- | ------------------ | ---------------- | ------------------------ | ---------------------------------------------------------- |
| 6     | 174 | Arizona Cardinals    | KeeSean Johnson    | Wide Receiver    | Fresno State             |                                                            |
| 6     | 175 | Pittsburgh Steelers  | Sutton Smith       | Defensive End    | Northern Illinois        | Draftrecht von den Raiders erhalten                        |
| 6     | 176 | San Francisco 49ers  | Kaden Smith        | Tight End        | Stanford                 |                                                            |
| 6     | 177 | New Orleans Saints   | Saquan Hampton     | Safety           | Rutgers                  | Draftrecht von den Jets erhalten                           |
| 6     | 178 | Jacksonville Jaguars | Gardner Minshew    | Quarterback      | Washington State         |                                                            |
| 6     | 179 | Arizona Cardinals    | Lamont Gaillard    | Center           | Georgia                  | Draftrecht von den Buccaneers erhalten                     |
| 6     | 180 | New York Giants      | Corey Ballentine   | Cornerback       | Washburn                 |                                                            |
| 6     | 181 | Buffalo Bills        | Jaquan Johnson     | Safety           | Miami                    |                                                            |
| 6     | 182 | Cincinnati Bengals   | Trayveon Williams  | Runningback      | Texas A&M                | Draftrecht von den Broncos erhalten                        |
| 6     | 183 | San Francisco 49ers  | Justin Skule       | Offensive Tackle | Vanderbilt               | Draftrecht von den Bengals erhalten                        |
| 6     | 184 | Detroit Lions        | Travis Fulgham     | Wide Receiver    | Old Dominion             |                                                            |
| 6     | 185 | Green Bay Packers    | Ka’dar Hollman     | Cornerback       | Toledo                   |                                                            |
| 6     | 186 | Detroit Lions        | Ty Johnson         | Runningback      | Maryland                 | Draftrecht von den Falcons erhalten                        |
| 6     | 187 | Denver Broncos       | Juwann Winfree     | Wide Receiver    | Colorado                 | Draftrecht von den Panthers erhalten                       |
| 6     | 188 | Tennessee Titans     | David Long         | Linebacker       | West Virginia            | Draftrecht von den Dolphins erhalten                       |
| 6     | 189 | Cleveland Browns     | Drew Forbes        | Offensive Tackle | Southeast Missouri State |                                                            |
| 6     | 190 | Minnesota Vikings    | Armon Watts        | Defensive Tackle | Arkansas                 |                                                            |
| 6     | 191 | Minnesota Vikings    | Marcus Epps        | Safety           | Wyoming                  | Draftrecht von den Titans via Ravens erhalten              |
| 6     | 192 | Pittsburgh Steelers  | Isaiah Buggs       | Defensive Tackle | Alabama                  |                                                            |
| 6     | 193 | Minnesota Vikings    | Oli Udoh           | Offensive Tackle | Elon                     | Draftrecht von den Ravens erhalten                         |
| 6     | 194 | Green Bay Packers    | Dexter Williams    | Runningback      | Notre Dame               | Draftrecht von den Seahawks erhalten                       |
| 6     | 195 | Houston Texans       | Xavier Crawford    | Cornerback       | Central Michigan         |                                                            |
| 6     | 196 | New York Jets        | Blessuan Austin    | Cornerback       | Rutgers                  | Draftrecht von den Bears via Raiders erhalten              |
| 6     | 197 | Baltimore Ravens     | Trace McSorley     | Quarterback      | Penn State               | Draftrecht von den Eagles erhalten                         |
| 6     | 198 | San Francisco 49ers  | Tim Harris         | Cornerback       | Virginia                 | Draftrecht von den Cowboys via Bengals erhalten            |
| 6     | 199 | Indianapolis Colts   | Gerri Green        | Defensive End    | Mississippi State        |                                                            |
| 6     | 200 | Los Angeles Chargers | Emeke Egbule       | Linebacker       | Houston                  |                                                            |
| 6     | 201 | Kansas City Chiefs   | Rashad Fenton      | Cornerback       | South Carolina           |                                                            |
| 6     | 202 | Miami Dolphins       | Isaiah Prince      | Offensive Tackle | Ohio State               | Draftrecht von den Saints erhalten                         |
| 6     | 203 | Atlanta Falcons      | Marcus Green       | Wide Receiver    | Louisiana-Monroe         | Draftrecht von den Rams erhalten                           |
| 6     | 204 | Seattle Seahawks     | Travis Homer       | Runningback      | Miami                    | Draftrecht von den Patriots via Lions via Vikings erhalten |
| 6     | 205 | Chicago Bears        | Duke Shelley       | Cornerback       | Kansas State             | Draftrecht von den Patriots erhalten                       |
| 6     | 206 | Washington Redskins  | Kelvin Harmon      | Wide Receiver    | NC State                 |                                                            |
| 6     | 207 | Pittsburgh Steelers  | Ulysees Gilbert    | Linebacker       | Akron                    | Draftrecht von den Cardinals erhalten                      |
| 6     | 208 | Tampa Bay Buccaneers | Scotty Miller      | Wide Receiver    | Bowling Green            | Draftrecht von den Eagles erhalten                         |
| 6     | 209 | Seattle Seahawks     | Demarcus Christmas | Defensive Tackle | Florida State            | Draftrecht von den Vikings erhalten                        |
| 6     | 210 | Cincinnati Bengals   | Deshaun Davis      | Linebacker       | Auburn                   |                                                            |
| 6     | 211 | Cincinnati Bengals   | Rodney Anderson    | Runningback      | Oklahoma                 |                                                            |
| 6     | 212 | Carolina Panthers    | Dennis Daley       | Offensive Tackle | South Carolina           | Draftrecht von den 49ers via Broncos erhalten              |
| 6     | 213 | Dallas Cowboys       | Donovan Wilson     | Safety           | Texas A&M                | Draftrecht von den Bengals erhalten                        |
| 6     | 214 | Kansas City Chiefs   | Darwin Thompson    | Runningback      | Utah State               |                                                            |

Die Nummern 205 bis 214 sind Compensatory Picks.

### Runde 7
| Runde | Nr. | Team                 | Spieler            | Position         | College            | Bemerkung                                                         |
| ----- | --- | -------------------- | ------------------ | ---------------- | ------------------ | ----------------------------------------------------------------- |
| 7     | 215 | Tampa Bay Buccaneers | Terry Beckner      | Defensive Tackle | Missouri           | Draftrecht von den Cardinals erhalten                             |
| 7     | 216 | Kansas City Chiefs   | Nick Allegretti    | Guard            | Illinois           | Draftrecht von den 49ers erhalten                                 |
| 7     | 217 | Minnesota Vikings    | Kris Boyd          | Cornerback       | Texas              | Draftrecht von den Jets erhalten                                  |
| 7     | 218 | Dallas Cowboys       | Mike Weber         | Runningback      | Ohio State         | Draftrecht von den Raiders erhalten                               |
| 7     | 219 | Pittsburgh Steelers  | Derwin Gray        | Offensive Tackle | Maryland           | Draftrecht von den Buccaneers erhalten                            |
| 7     | 220 | Houston Texans       | Cullen Gillaspia   | Runningback      | Texas A&M          | Draftrecht von den Giants via Broncos erhalten                    |
| 7     | 221 | Cleveland Browns     | Donnie Lewis       | Cornerback       | Tulane             | Draftrecht von den Jaguars erhalten                               |
| 7     | 222 | Chicago Bears        | Kerrith Whyte      | Runningback      | Florida Atlantic   | Draftrecht von den Broncos via Eagles erhalten                    |
| 7     | 223 | Cincinnati Bengals   | Jordan Brown       | Cornerback       | South Dakota State |                                                                   |
| 7     | 224 | Detroit Lions        | Isaac Nauta        | Tight End        | Georgia            |                                                                   |
| 7     | 225 | Buffalo Bills        | Darryl Johnson     | Defensive End    | North Carolina A&T |                                                                   |
| 7     | 226 | Green Bay Packers    | Ty Summers         | Linebacker       | TCU                |                                                                   |
| 7     | 227 | Washington Redskins  | Jimmy Moreland     | Cornerback       | James Madison      |                                                                   |
| 7     | 228 | Buffalo Bills        | Tommy Sweeney      | Tight End        | Boston College     | Draftrecht von den Panthers erhalten                              |
| 7     | 229 | Detroit Lions        | P. J. Johnson      | Defensive End    | Arizona            | Draftrecht von den Dolphins erhalten                              |
| 7     | 230 | Oakland Raiders      | Quinton Bell       | Defensive End    | Prairie View A&M   | Draftrecht von den Falcons erhalten                               |
| 7     | 231 | New Orleans Saints   | Alizé Mack         | Tight End        | Notre Dame         | Draftrecht von den Browns erhalten                                |
| 7     | 232 | New York Giants      | George Asafo-Adjei | Offensive Tackle | Kentucky           | Draftrecht von den Vikings erhalten                               |
| 7     | 233 | Miami Dolphins       | Chandler Cox       | Runningback      | Auburn             | Draftrecht von den Titans erhalten                                |
| 7     | 234 | Miami Dolphins       | Myles Gaskin       | Runningback      | Washington         | Draftrecht von den Steelers via Browns erhalten                   |
| 7     | 235 | Jacksonville Jaguars | Dontavius Russell  | Defensive Tackle | Auburn             | Draftrecht von den Seahawks via Raiders erhalten                  |
| 7     | 236 | Seattle Seahawks     | John Ursua         | Wide Receiver    | Hawaii             | Draftrecht von den Ravens via Jaguars erhalten                    |
| 7     | 237 | Carolina Panthers    | Terry Godwin       | Wide Receiver    | Georgia            | Draftrecht von den Texans via Broncos erhalten                    |
| 7     | 238 | Chicago Bears        | Stephen Denmark    | Cornerback       | Valdosta State     |                                                                   |
| 7     | 239 | Minnesota Vikings    | Dillon Mitchell    | Wide Receiver    | Oregon             | Draftrecht von den Eagles via Patriots erhalten                   |
| 7     | 240 | Indianapolis Colts   | Jackson Barton     | Offensive Tackle | Utah               |                                                                   |
| 7     | 241 | Dallas Cowboys       | Jalen Jelks        | Defensive End    | Oregon             |                                                                   |
| 7     | 242 | Los Angeles Chargers | Cortez Broughton   | Defensive Tackle | Cincinnati         |                                                                   |
| 7     | 243 | Los Angeles Rams     | Nick Scott         | Safety           | Penn State         | Draftrecht von den Chiefs via 49ers, Browns und Patriots erhalten |
| 7     | 244 | New Orleans Saints   | Kaden Elliss       | Linebacker       | Idaho              |                                                                   |
| 7     | 245 | New York Giants      | Chris Slayton      | Defensive Tackle | Syracuse           | Draftrecht von den Rams erhalten                                  |
| 7     | 246 | Indianapolis Colts   | Javon Patterson    | Center           | Ole Miss           | Draftrecht von den Patriots via Eagles erhalten                   |
| 7     | 247 | Minnesota Vikings    | Olabisi Johnson    | Wide Receiver    | Colorado State     |                                                                   |
| 7     | 248 | Arizona Cardinals    | Joshua Miles       | Offensive Tackle | Morgan State       |                                                                   |
| 7     | 249 | Arizona Cardinals    | Michael Dogbe      | Defensive End    | Temple             |                                                                   |
| 7     | 250 | Minnesota Vikings    | Austin Cutting     | Long Snapper     | Air Force          |                                                                   |
| 7     | 251 | Los Angeles Rams     | Dakota Allen       | Linebacker       | Texas Tech         |                                                                   |
| 7     | 252 | New England Patriots | Ken Webster        | Cornerback       | Ole Miss           |                                                                   |
| 7     | 253 | Washington Redskins  | Jordan Brailford   | Defensive End    | Oklahoma State     |                                                                   |
| 7     | 254 | Arizona Cardinals    | Caleb Wilson       | Tight End        | UCLA               | Mr. Irrelevant                                                    |

Die Nummern 247 bis 254 sind Compensatory Picks.

## NFL Supplemental Draft
Im NFL Supplemental Draft 2019 wurde als einziger Spieler der Safety Jalen Thompson von der Washington State University in der fünften Runde von den Arizona Cardinals ausgewählt. Er fand am 10. Juli 2019 statt. Für jeden Pick im Supplemental Draft verliert das Team seinen Pick in der entsprechenden Runde im regulären Draft im nächsten Jahr.
| Runde | Nr. | Team              | Spieler        | Position | College          |
| ----- | --- | ----------------- | -------------- | -------- | ---------------- |
| 5     | 1   | Arizona Cardinals | Jalen Thompson | Safety   | Washington State |